# Lynn Karp
Pour les articles homonymes, voir Karp.
Théodore Lynn Karp, né le 8 septembre 1909 et mort en 1992, est un animateur et scénariste de bande dessinée américain. 
Il est le frère de Bob Karp.

## Biographie
Il a commencé comme animateur de dessins animés entre 1935 et 1941, d'abord pour le Sangor Shop puis les studios Disney avec quelques courts métrages dont une Silly Symphonies (1938-39), un Mickey Mouse puis plusieurs longs métrages  Pinocchio (1940), Fantasia (séquence La Symphonie pastorale, 1940), et Bambi (1942). 
Il dessine ensuite des comic books : 
- Little Chief Beezee (Ha Ha Comics, 1945)
- Mickey Mouse meets the wizard (1947)
- Les 3 petits cochons (Fishing for trouble, 1955)
- Lil’ Davy en 1958

Il travaille pour la revue Barnyard Comics en 1948 (Model for the Buffalo Nickel, Train ticket, Camel's Milk). Il illustre Spencer Spok, un petit fantôme dans Giggle Comics (1951) et réalise le comic strip The Middles entre 1944 et 1955 avec son frère au scénario. 
Dans les années suivantes, il écrit et dessine :
- pour Dell Comics Tom et Jerry dès 1957
- Les deux mousquetaires (Mouse Mousketeers dans Four Color puis dans MGM’s the Mouse Musketeers)
- Ouisti et Titi (Flip and Dip) dans Our Gang Comics
- Bop et Be-Bop (Big Spike and Little Tyke)
- Piko (Woody Woodpecker)
- Andy Panda
- Oswald le lapin chanceux
- Nibbles
- Ourson et Nounours (Fuzzy & Wuzzy)
- Lourdaud et Houpette (Barney Bear)
- Foffo (Droopy)
- Toc Toc (Skrewy the Skrewball Squirrell)
- Flic et Floc (Wuff the Prairie Dog)
- Bugs Bunny
- Titi et Sylvestre

Il adapte également des personnages de Hanna-Barbera comme Ruff & Reddy, Leon the Teensy-Weensy Lion, Pixie et Dixie ou encore Yogi Bear (publiés en France par Sagédition).
On peut retrouver certaines de ses bandes animalières dans quelques pockets[Quoi ?] de Cino Del Duca comme Jeannot Lapin en 1961-1962 dans le fascicule homonyme et Oncle Pigly dans Azor en 1961-1962. 

## Filmographie
- 1938 : Symphonie d'une cour de ferme
- 1939 : Chien d'arrêt (1939)
- 1940 : Pinocchio (1940)
- 1940 : Fantasia' (séquence La Symphonie pastorale)
- 1942 : Bambi (1942).